# Adolf Šlár
Adolf Šlár (14 februari 1919 - 7 april 1987) was een Tsjecho-Slowaaks tafeltennisser. Hij won in Parijs 1947 samen met zijn landgenoot Bohumil Váňa het wereldkampioenschap voor mannendubbels. Datzelfde jaar won hij met het nationale team de wereldtitel voor landenteams.

## Sportieve loopbaan
Šlár nam tussen 1936 en 1955 deel aan in totaal acht edities van de wereldkampioenschappen, maar het toernooi van 1947 was ontegenzeggenlijk zijn succesvolste evenement. Niet alleen won hij daarop twee wereldtitels, maar hij behaalde er sowieso drie van de vier de WK-finales die hij in zijn carrière speelde. Samen met Váňa versloeg Šlár in de eindstrijd van het mannendubbel de Engelsmannen Jack Carrington en Johnny Leach en in de finale van het toernooi voor landenploegen de Verenigde Staten. Samen met Vlasta Depetrisová moest hij genoegen nemen met zilver in het gemengd dubbelspel, nadat ze samen het onderspit dolven tegen het Hongaarse duo Ferenc Soos/Gizella Farkas.
In Wembley 1954 bereikte Šlár zijn vierde en laatste finale. In andermaal een eindstrijd om de wereldtitel in het landentoernooi kon hij met zijn Tsjecho-Slowaakse teamgenoten (waaronder Ivan Andreadis en Ladislav Štípek) niet opboksen tegen de Japanners. Naast gouden en zilveren WK-medailles won hij met de nationale ploeg in Baden 1937 en Wembley 1938 brons. In 1938 leverde hij ook zijn beste prestatie in het enkelspel, door de kwartfinale te halen.